# 法莱斯
法莱斯（法語：Falaise，法語發音：[falɛz] ⓘ），法国西北部城市，诺曼底大区卡尔瓦多斯省的一个市镇，隶属于卡昂区，其市镇面积为11.84平方公里，2022年1月1日时人口数量为7,744人，在法国城市中排名第1,277位。
法莱斯位于卡尔瓦多斯省南部，是一个区域性的中心城市和交通枢纽。法莱斯因同名城堡和二战时期的法萊斯包圍戰而闻名，英格兰国王威廉一世出生于此。

## 地名来源
“法莱斯”一名最初于1066年以的形式被记载，其来源于诺曼语单词“faleise”，意为“岩石山坡”，因建于一处岩石高地上的城堡而得名。现代法语单词亦来源于此，意为“悬崖”。

## 历史

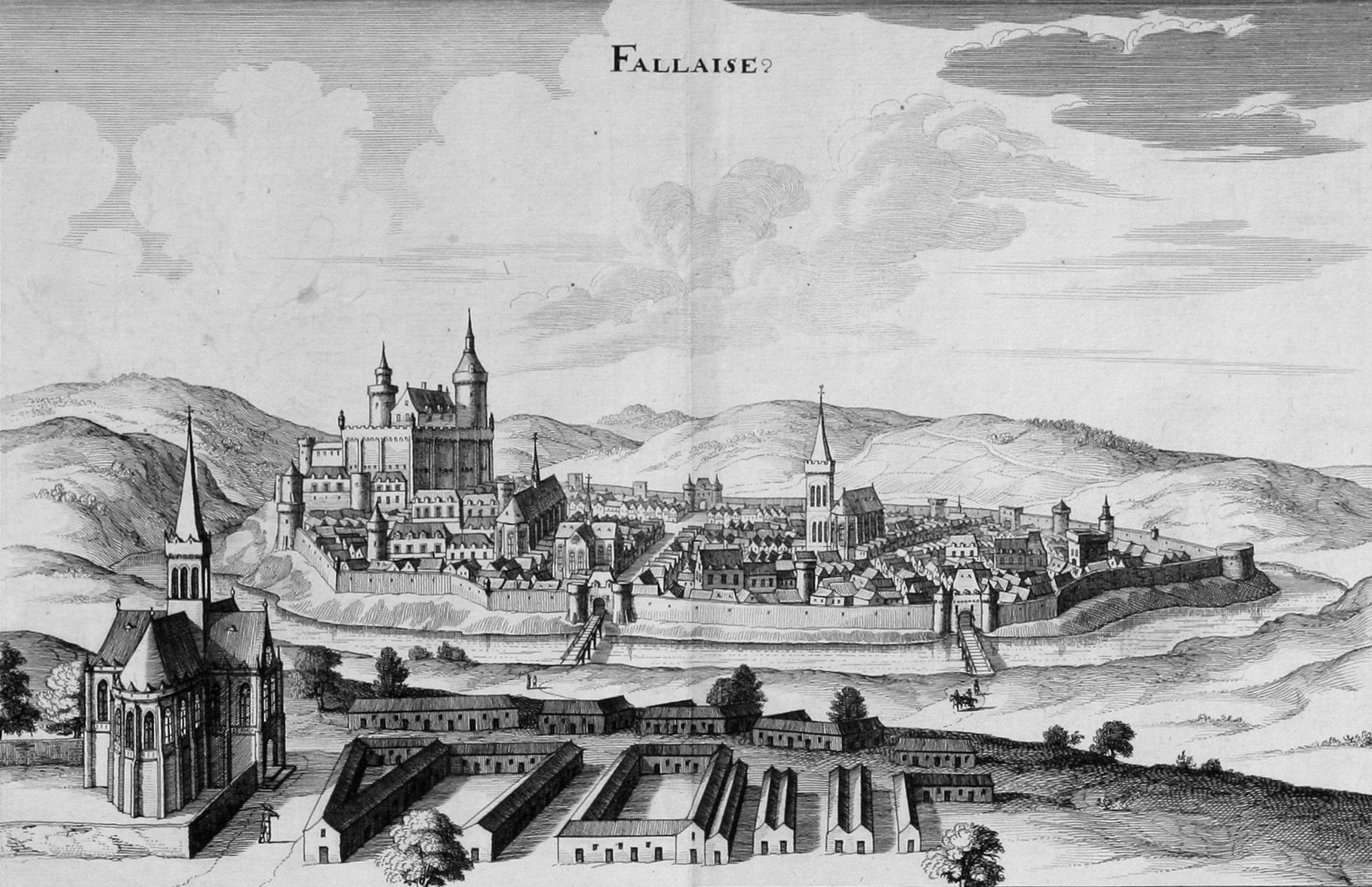
1657年的法莱斯

法莱斯所处区域曾发现旧石器时期的人类活动遗迹。其城市则建于9世纪。公元911年，法莱斯所在的诺曼底地区被维京人攻占，成为诺曼底公国。1027年，罗贝尔一世在法莱斯修建了一处城堡，其长子威廉一世于次年出生于此。1174年，苏格兰国王威廉一世在法莱斯城堡与亨利二世签订《法莱斯条约》，宣布苏格兰接受英格兰的统治。13世纪初，诺曼底重返法兰西。英法百年战争以及宗教战争期间，法莱斯曾再度受到影响。法国大革命期间，法莱斯城堡被革命派攻占，法莱斯成为卡尔瓦多斯省的一个市镇，并成为一个地区行署，后成为副省会，直至1926年。工业革命期间，曾有地方铁路由此通过。第二次世界大战期间，法莱斯被严重破坏，当地80%的建筑物被毁。后因1944年8月的同名包圍战而闻名。

## 地理

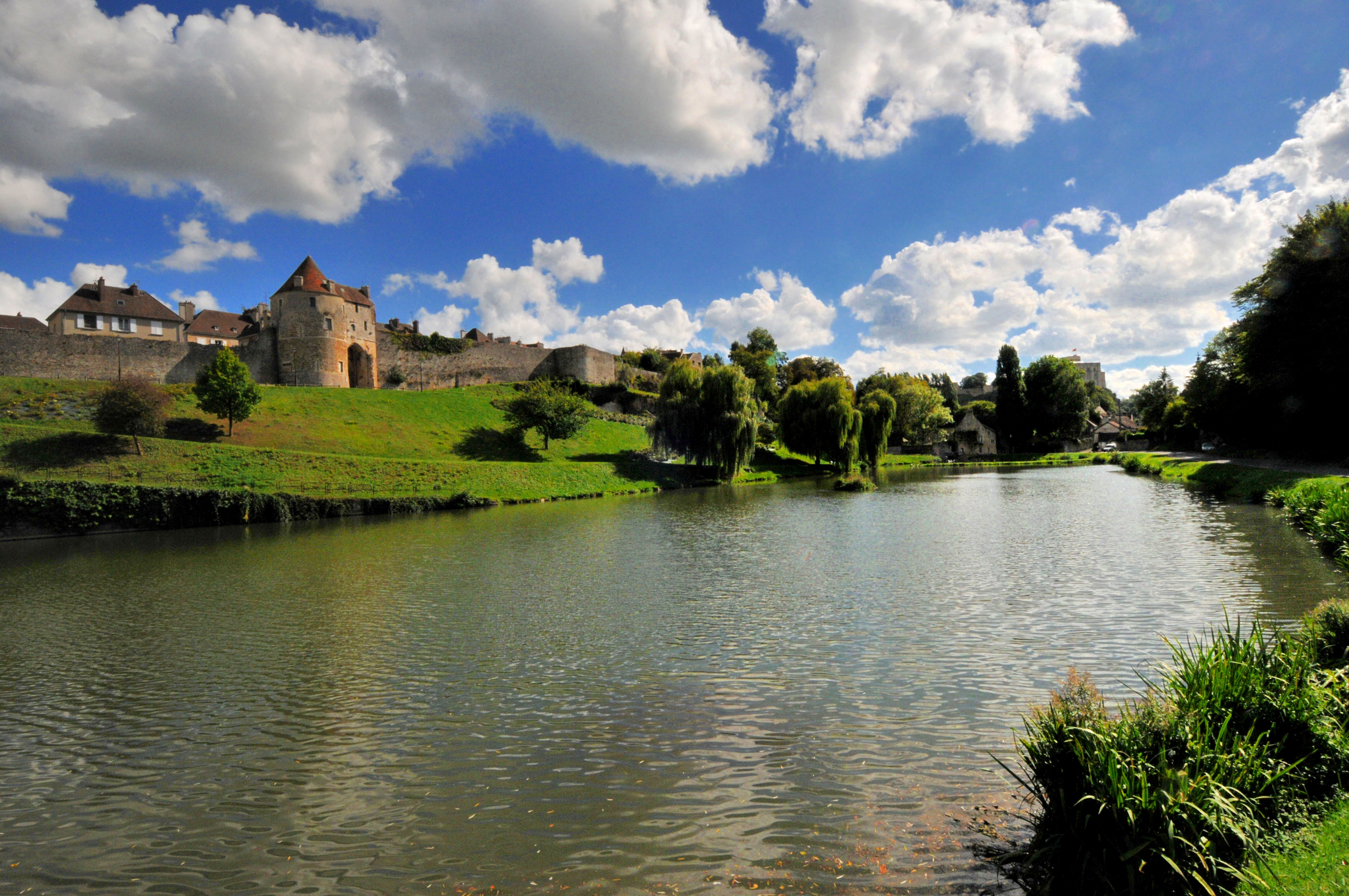
昂特河和附近的绿地

法莱斯位于法国西北部，诺曼底大区中西部和卡尔瓦多斯省南部，距离省会卡昂大约38公里。与法莱斯接壤的市镇包括：欧比尼、埃赖讷、拉奥盖特、诺龙拉拜、圣马丹德米约、圣皮埃尔迪比、韦尔桑维尔。

### 地形
法莱斯位于诺曼底平原北侧，境内以平原和浅丘为主，地势总体平坦，全境海拔在89到188米之间。

### 水文
昂特河自南向北流经境内，该河是迪沃河的一条支流。

### 植被
法莱斯属于温带落叶林区，林地主要分布于河流两岸。

### 气候
法莱斯在柯本气候分类法中属于温带海洋性气候。
法莱斯境内设有气象站，以下为该气象站的数据（其中日照数据取自卡昂）：
| 法莱斯1981年－2019年 | 法莱斯1981年－2019年 | 法莱斯1981年－2019年 | 法莱斯1981年－2019年 | 法莱斯1981年－2019年 | 法莱斯1981年－2019年 | 法莱斯1981年－2019年 | 法莱斯1981年－2019年 | 法莱斯1981年－2019年 | 法莱斯1981年－2019年 | 法莱斯1981年－2019年 | 法莱斯1981年－2019年 | 法莱斯1981年－2019年 | 法莱斯1981年－2019年 |
| 月份                 | 1月                  | 2月                  | 3月                  | 4月                  | 5月                  | 6月                  | 7月                  | 8月                  | 9月                  | 10月                 | 11月                 | 12月                 | 全年                 |
| -------------------- | -------------------- | -------------------- | -------------------- | -------------------- | -------------------- | -------------------- | -------------------- | -------------------- | -------------------- | -------------------- | -------------------- | -------------------- | -------------------- |
| 历史最高温 °C（°F）  | 16 (61)              | 19.6 (67.3)          | 22.9 (73.2)          | 27.1 (80.8)          | 29.9 (85.8)          | 35.6 (96.1)          | 36.2 (97.2)          | 38.6 (101.5)         | 33 (91)              | 28.2 (82.8)          | 21.9 (71.4)          | 15.8 (60.4)          | 38.6 (101.5)         |
| 平均高温 °C（°F）    | 7.1 (44.8)           | 8.7 (47.7)           | 11.5 (52.7)          | 14.5 (58.1)          | 18 (64)              | 21.3 (70.3)          | 23.2 (73.8)          | 23.4 (74.1)          | 20.6 (69.1)          | 15.9 (60.6)          | 11 (52)              | 7.4 (45.3)           | 15.2 (59.4)          |
| 日均气温 °C（°F）    | 4.6 (40.3)           | 5.7 (42.3)           | 7.8 (46.0)           | 10.1 (50.2)          | 13.5 (56.3)          | 16.4 (61.5)          | 18.2 (64.8)          | 18.5 (65.3)          | 16 (61)              | 12.4 (54.3)          | 8.2 (46.8)           | 4.9 (40.8)           | 11.4 (52.5)          |
| 平均低温 °C（°F）    | 2.1 (35.8)           | 2.8 (37.0)           | 4.2 (39.6)           | 5.7 (42.3)           | 8.9 (48.0)           | 11.5 (52.7)          | 13.2 (55.8)          | 13.6 (56.5)          | 11.4 (52.5)          | 9 (48)               | 5.4 (41.7)           | 2.4 (36.3)           | 7.5 (45.5)           |
| 历史最低温 °C（°F）  | −12.5 (9.5)          | −9.9 (14.2)          | −6.5 (20.3)          | −2.5 (27.5)          | 0.6 (33.1)           | 4.7 (40.5)           | 7.4 (45.3)           | 7.5 (45.5)           | 3.2 (37.8)           | −2.4 (27.7)          | −5.5 (22.1)          | −8 (18)              | −12.5 (9.5)          |
| 平均降水量 mm（）    | 63.1 (2.48)          | 52.7 (2.07)          | 58.4 (2.30)          | 52.6 (2.07)          | 63.2 (2.49)          | 50.9 (2.00)          | 58.5 (2.30)          | 55.2 (2.17)          | 54.9 (2.16)          | 74.2 (2.92)          | 70 (2.8)             | 80.5 (3.17)          | 734.2 (28.91)        |
| 月均日照時數         | 69.6                 | 84.3                 | 125.6                | 167.3                | 193.7                | 213.5                | 207.1                | 204.4                | 167.2                | 117.8                | 79.4                 | 61.4                 | 1,691.3              |
| 来源：infoclimat.fr  |                      |                      |                      |                      |                      |                      |                      |                      |                      |                      |                      |                      |                      |

## 行政区划
法莱斯是法国诺曼底大区卡尔瓦多斯省的一个市镇，编号为14258，它也是卡尔瓦多斯省的一个副省会。法莱斯下辖卡昂区，隶属于卡尔瓦多斯省第二选区，管理法莱斯第一县、第二县和第三县，同时也是法莱斯地区市镇公共社区的办公驻地。
法国国家统计与经济研究所（简称）在进行数据统计时，将法莱斯及相邻的另外8个市镇设为法莱斯城市区。同时，还将法莱斯市镇分为了5个“块区”（IRIS），以便于统计人口分布情况。

## 交通

### 公路
法国国道N158线和多条卡尔瓦多斯省省道在法莱斯境内交汇。诺曼底大区下属的城际客运提供可前往省会卡昂的35号巴士，另有三条校车线路。
2017年，64.5%的法莱斯家庭拥有至少一辆的私人汽车。2018年，法莱斯境内共发生各类交通事故5起，造成5人受伤。

### 铁路
距离法莱斯最近的铁路车站为迪沃河畔圣皮埃尔站，该站位于勒芒－梅济东铁路上，停靠往返于卡昂和阿朗松一线的区域列车，部分班次向南延伸至勒芒或图尔。

### 航空
距离法莱斯最近的民用航空站为卡昂机场，距离法莱斯市中心的公路里程约47公里。

### 城市公共交通
法莱斯暂无城市公共交通系统。

## 政治

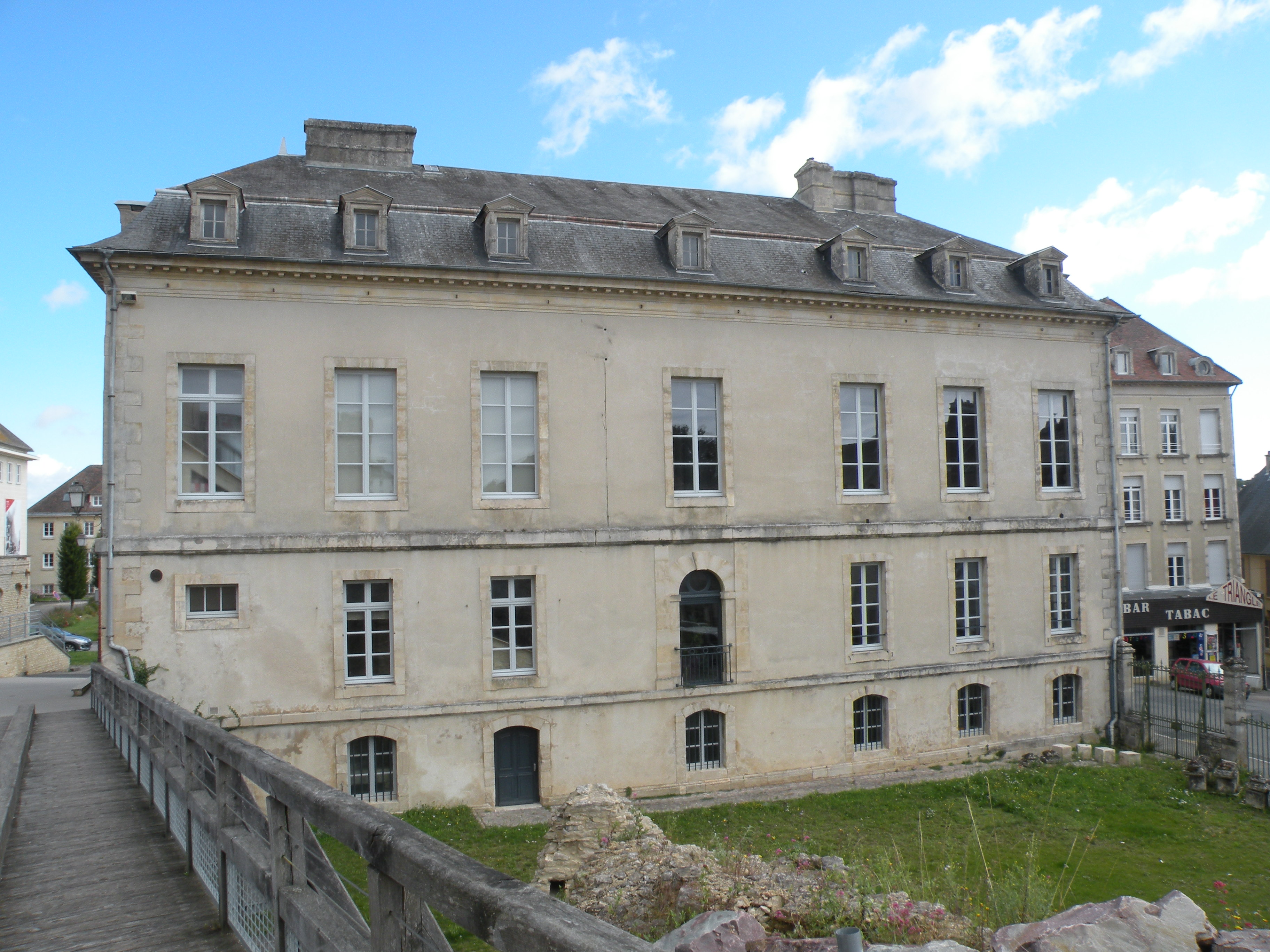
法莱斯市政厅

法莱斯的现任市长为埃尔韦·莫努里先生（Hervé Maunoury），他是一名左翼无党派人士的一名成员，在2020年的市政选举中获得了51.21%的支持率。
在2017年的法国总统大选中，法国第25任总统埃马纽埃尔·马克龙在法莱斯获得了65.99%的支持率。
| 法莱斯历届市长 |                   |                   |
| 任期           | 市长              | 党派              |
| 194X年－19XX年 | 亨利·卡尤埃       | 無黨籍            |
| 1947年－1959年 | 莫里斯·尼古拉     | 無黨籍            |
| 1959年－1967年 | 埃德瓦尔·奥尔曼   | UNR新共和国联盟   |
| 1967年－1989年 | 保罗·热尔曼       | DVD右翼无党派人士 |
| 1989年－2005年 | 克洛德·勒特尔特尔 | UDF法国民主联盟   |
| 2005年－2020年 | 埃里克·马塞       | DVD右翼无党派人士 |
| 2020年－       | 埃尔韦·莫努里     | DVG左翼无党派人士 |

## 人口
2017年，法莱斯市镇人口数量为8,186，在法国排名第1,277位。其中男性3,774人，女性4,412人，75岁及以上人口占10.8%，外籍人口数量为1,837人，人口密度为691人/平方公里，当地居民被称为（男性）或（女性）。2018年，法莱斯境内出生78人，死亡人口136人。
| 年份   | 1936  | 1946  | 1954  | 1962  | 1968  | 1975  | 1982  | 1990  | 1999  | 2005  | 2010  | 2015  | 2018  |
| ------ | ----- | ----- | ----- | ----- | ----- | ----- | ----- | ----- | ----- | ----- | ----- | ----- | ----- |
| 人口數 | 5,643 | 4,594 | 5,715 | 6,325 | 7,180 | 8,368 | 8,597 | 8,119 | 8,434 | 8,438 | 8,279 | 8,245 | 8,086 |

## 经济
法莱斯是一个区域性的中心城市，当地共有各类用人单位1,103家，平均历史为18年，其中92.8%为中小型企业（PME）。（零售）、（科技设备）及（科技设备）是当地2019年营业额最高的三个企业，分别为55,433,687欧元、9,177,516欧元和7,256,602欧元。

## 财政收入
2018年，法莱斯的财政收入总额为11,155,500欧元，财政支出总额为8,871,540欧元，当年的债务总额为2,452,680欧元。
2015年，法莱斯的人均月收入总额为2,025欧元，其中高级职员为3,818欧元，中级职员为2,294欧元，普通职员为1,773欧元。
2017年，法莱斯境内的青壮年（15至64岁）失业率为17.8%，当地37.8%的家庭拥有纳税资格。

## 社会事务

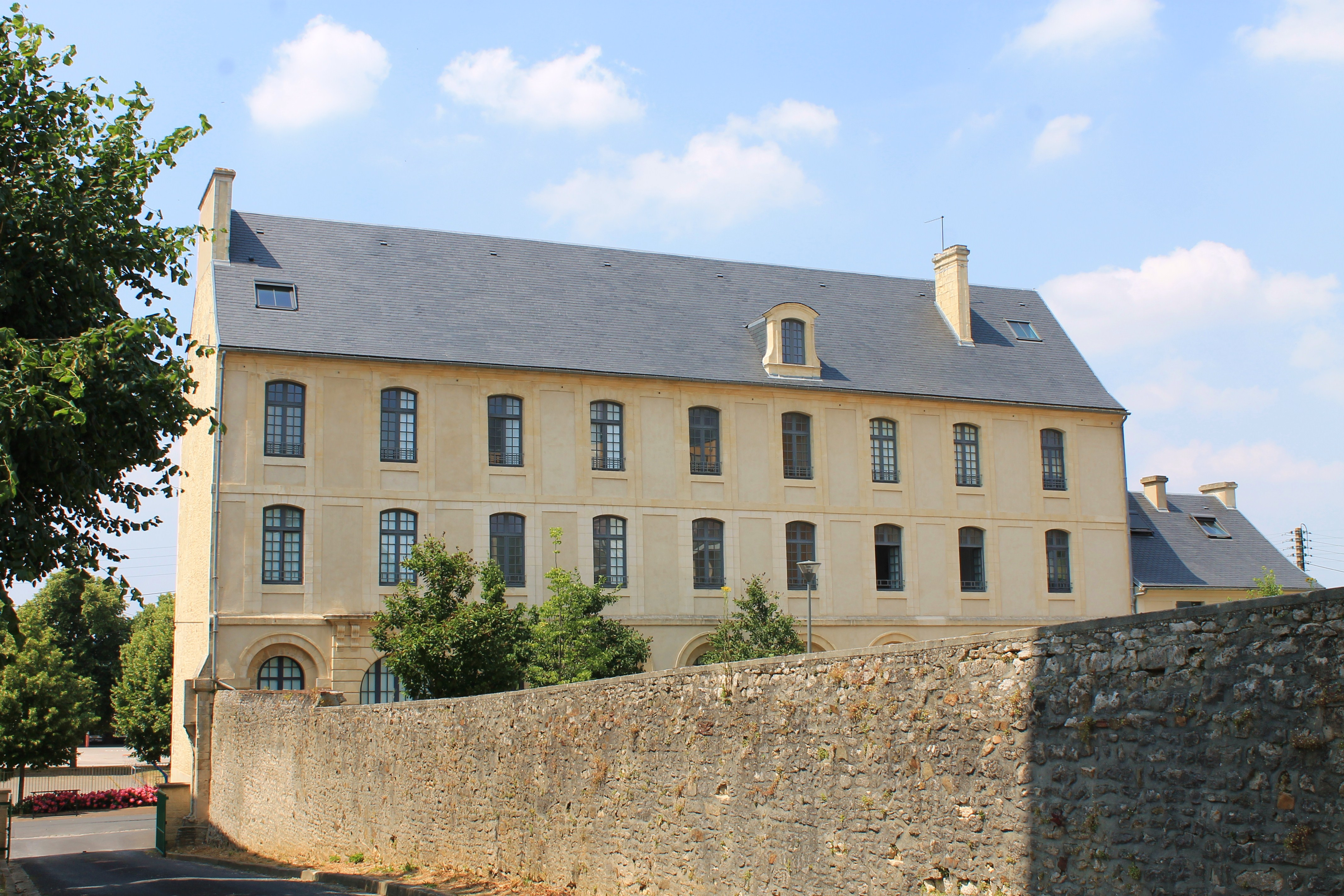
法莱斯的一处集中式居民楼

### 教育
法莱斯属于卡昂学区。截止2019年1月1日，法莱斯境内共有3所小学、2所初级中学和1所普通高中。2018至2019学年度，法莱斯境内共有在校中等教育阶段学生1,734名。

### 医疗
截止2019年1月1日，法莱斯境内共有全科医生10名、保健师5名、牙医5名、护士16名、助产士1名和妇科医生2名。境内共有药房5家、养老院3家、残疾人帮扶中心4家。
法莱斯中心医院（Centre Hospitalier de Falaise）是法国的一个区域性医疗机构，其主病区位于法莱斯市区，设有床位252个，是当地规模最大的公立综合性医院。

### 住房
2017年，法莱斯境内共有各类住房4,500套，其中44.7%为独立式居民区，54%为集中式居民区。常住房屋占法莱斯市镇范围内居民建筑总量的83.5%。

### 商业
2019年，法莱斯境内共有各类实体商铺249家，其中餐厅34家、大型超市7家、杂货店5家、面包房11家、肉铺8家、书店3家、装饰品店1家、银行门店9家、美容美发店18家、汽车维修店17家。市区北部建有大型开放式商业街区。

### 体育
2019年，法莱斯境内共有1家游泳池、3间体育馆、1座综合体育场、5处网球场、1处足球或橄榄球场以及4处篮球或排球场。
法莱斯前进体育足球俱乐部（Ent.S.F.C Falaise）是当地的一支足球队，2020至2021赛季参加卡尔瓦多斯省的省级足球联赛。

### 环境
法莱斯的环境事务由其所属的公共社区负责。2019年，法莱斯境内共有2家污染企业。

### 治安
2019年，法莱斯市镇范围内有1处宪兵队。
2014年，法莱斯及附近地区共发生各类案件1,742起，其中盗窃类案件1,141起，经济类案件137起，毒品交易类案件57起。

## 文化
2019年，法莱斯境内共有1家剧场和1家电影院。法莱斯市政府提供多媒体中心，向公众全年开放。

### 建筑
法莱斯境内有多处法国国家文物保护单位，其中法莱斯城堡、法莱斯城墙遗址和威廉一世雕像是当地的地标性建筑，而法莱斯圣热尔韦-圣普罗泰教堂、法莱斯圣特里尼泰教堂等则是当地主要的宗教历史建筑物。

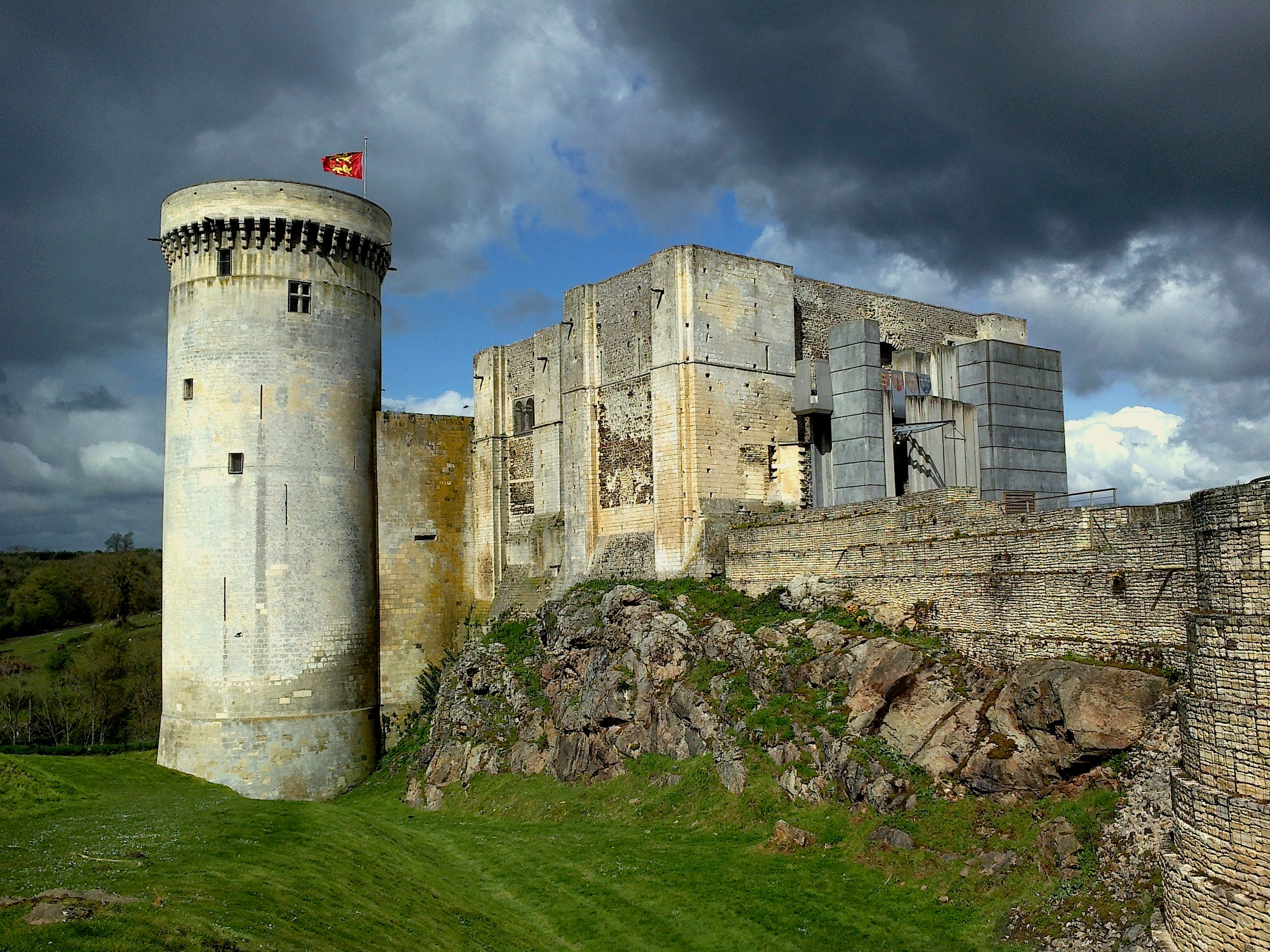
法莱斯城堡（法语：Château de Falaise）
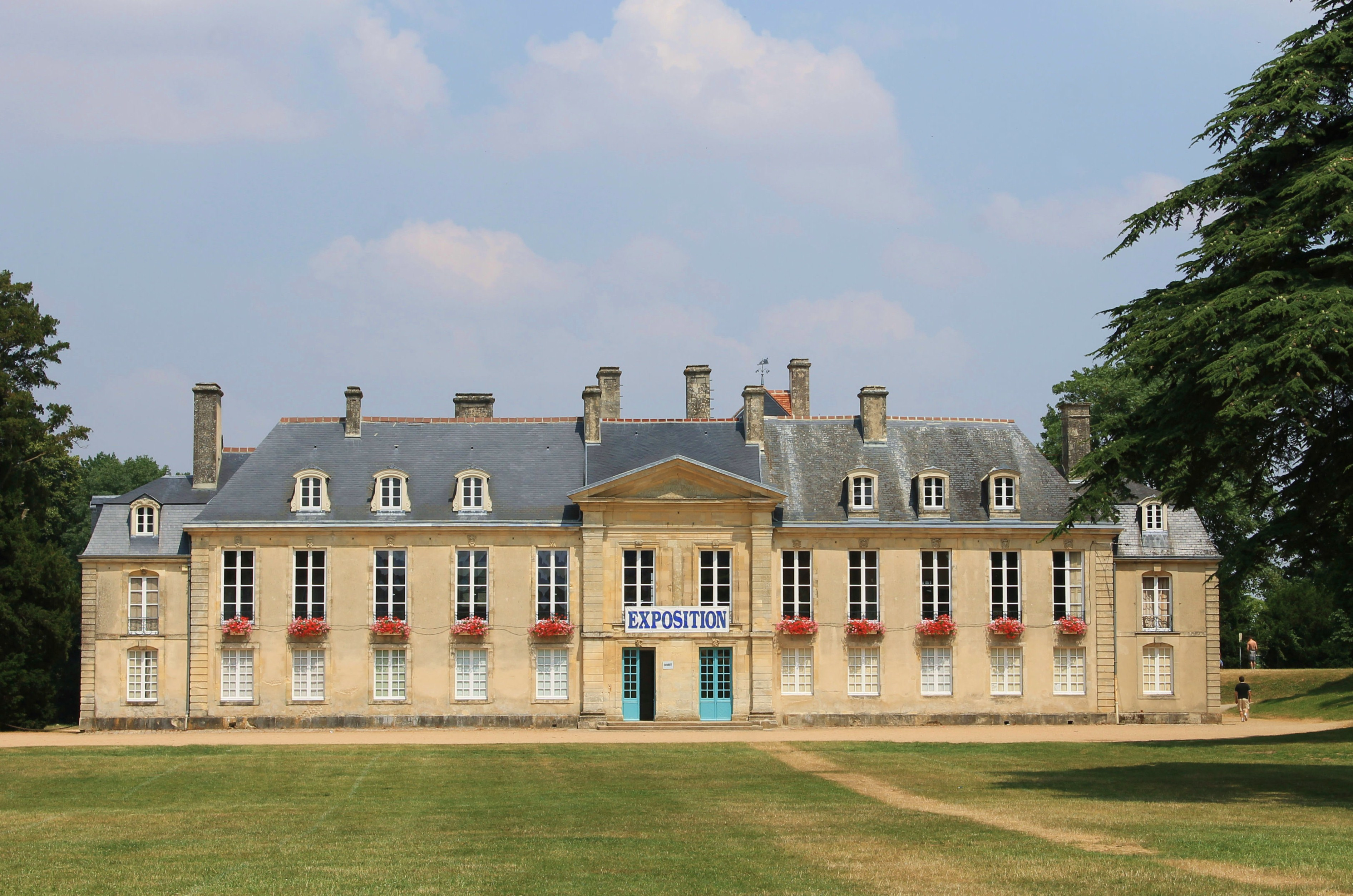
拉弗雷奈城堡（法语：Château de Falaise）
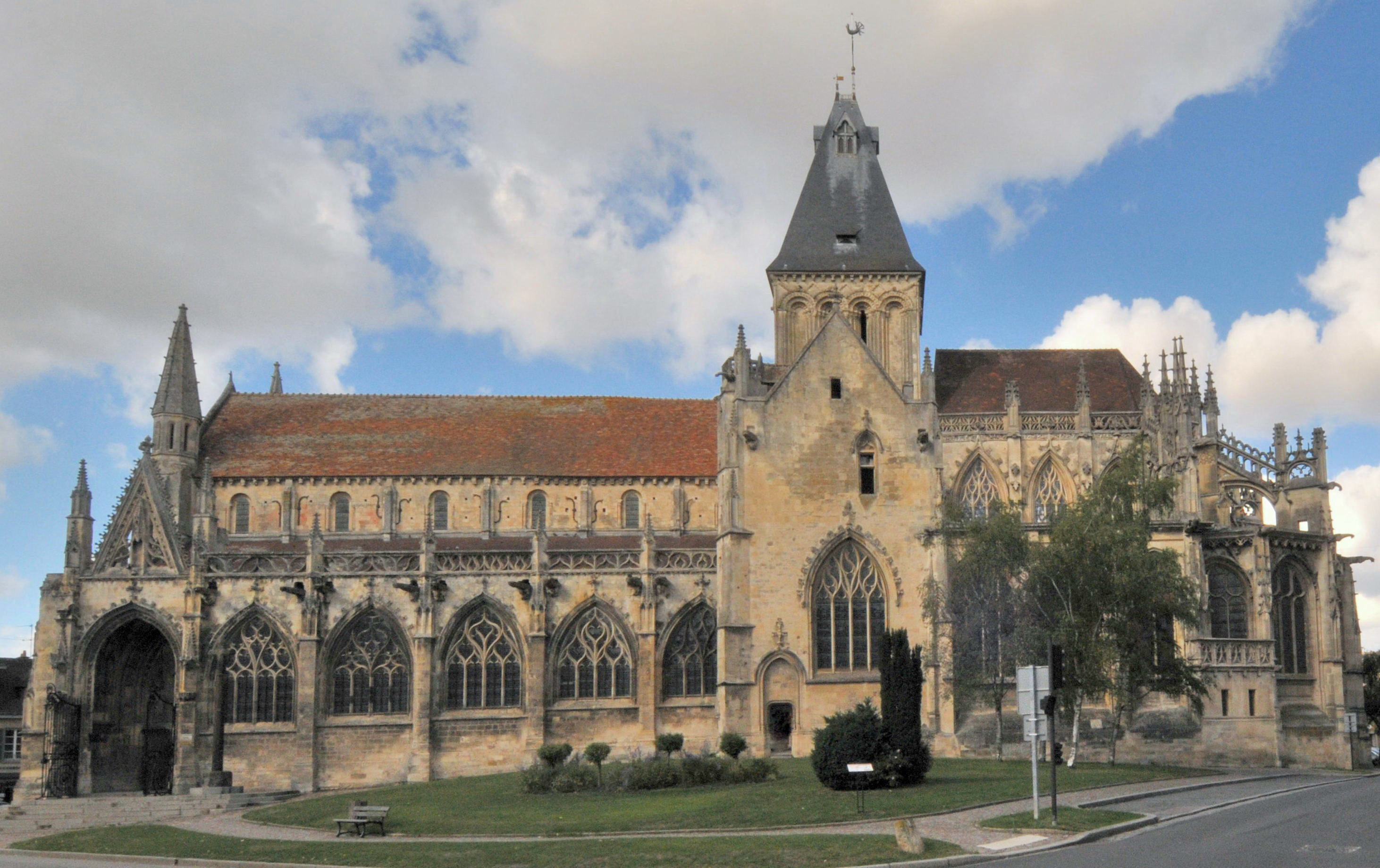
圣热尔韦-圣普罗泰教堂（法语：Église Saint-Gervais-Saint-Protais de Falaise）
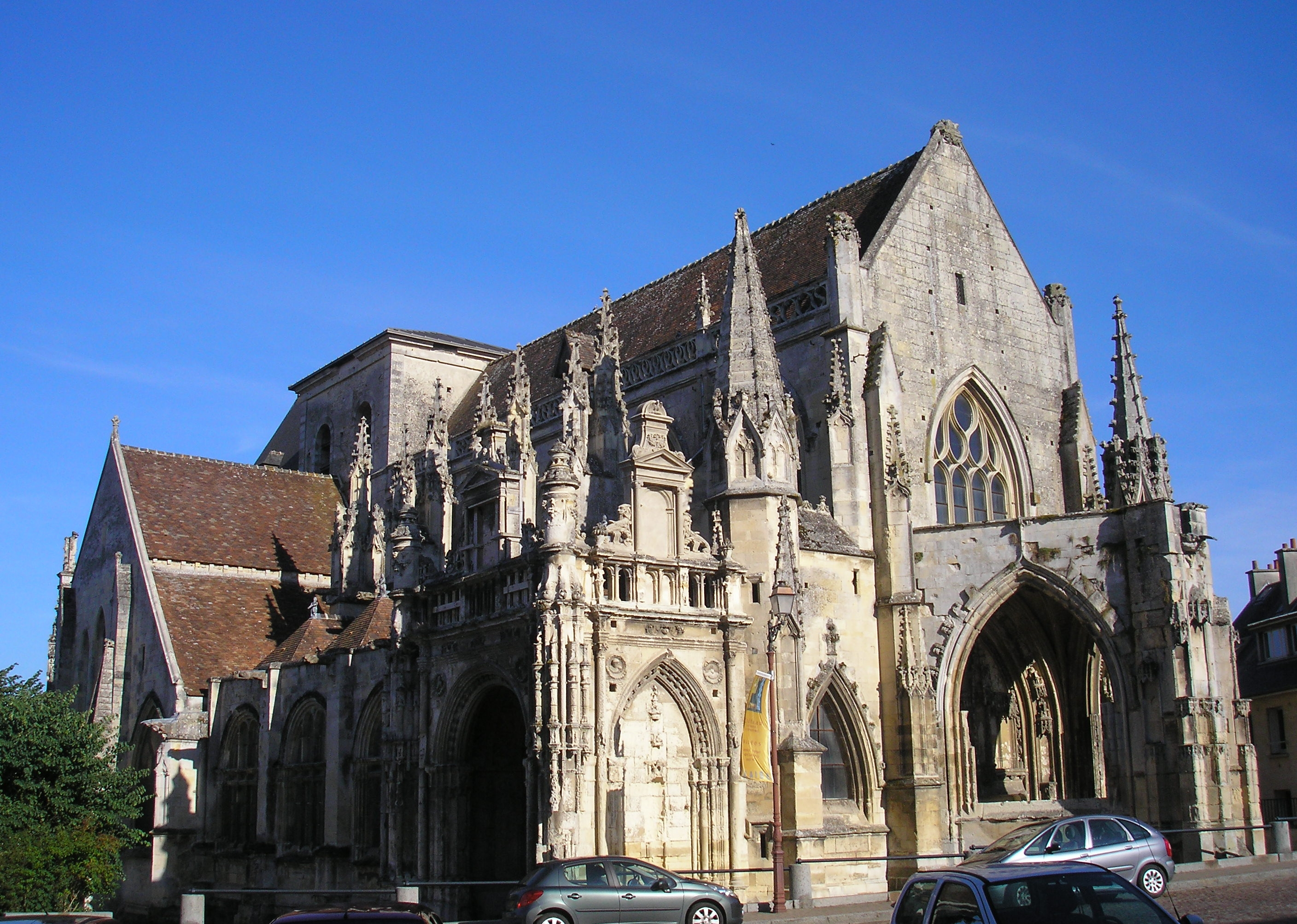
圣特里尼泰教堂（法语：Église de la Trinité de Falaise）
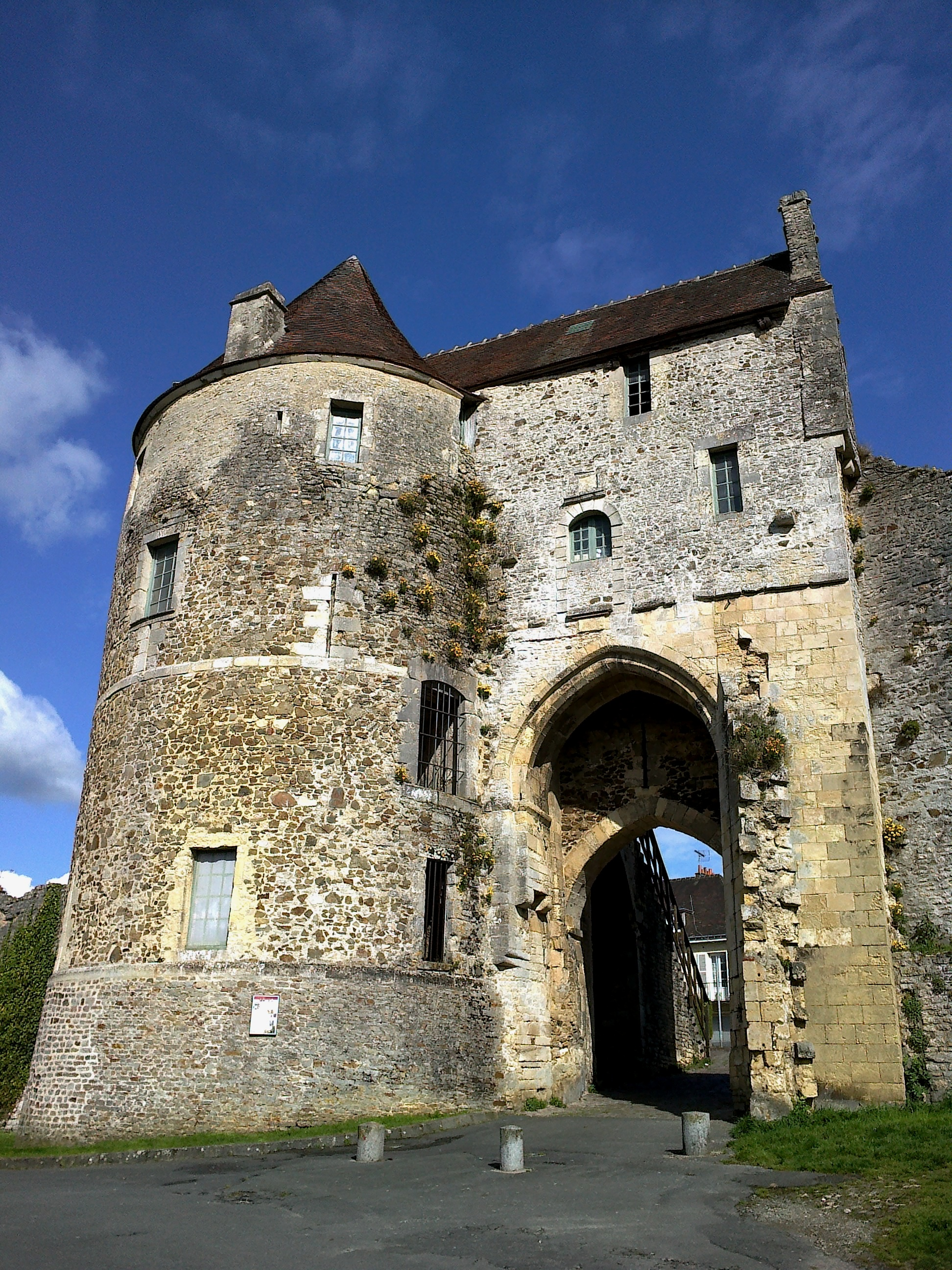
城墙上的科德利埃门

### 旅游
法莱斯的旅游事务由其所属的公共社区负责。2020年，法莱斯境内共有2家宾馆共计68间房间；另有1个露营地，可容纳共88辆露营车。

### 媒体
法国主要的媒体均可在法莱斯接收，法国电视三台下属的诺曼底大区频道在部分时段播出法莱斯所属区域的地方新闻。

## 友好城市
截至2021年1月，法莱斯共与四座城市互为友好城市关系：
- 德国 萨勒河畔巴特诺伊施塔特
- 義大利 卡西诺
- 英格兰 泰晤士河畔亨利
- 加拿大 阿尔马（法语：Alma (Québec)）